# Џет-сет (филм)
Џет-сет (енгл. Jet Set) је анимирани филм аутора Ненада Митића у трајању од 45 минута. Филм је инспирисан америчком серијом Саут Парк и директна је пародија на Гранд продукцију кроз борбу ванземаљаца против певача турбо-фолк музике. Иако је главна тема филма кич и шунд, у филму се нашла тренутна политичка ситуација у земљи, па су се у филму појавили бивши министар полиције Душан Михајловић, а у одјави поменут је Хашки трибунал.

## Радња
Ванземаљци долазе на Земљу да уклоне сметње које својом музиком изазивају певачи турбо-фолк музике на годишњем сабору у селу Степојевац на Ибарској магистрали. Главни јунак Бобан Здравковић је игром случаја закаснио на сабор и избегао је покољ. Пошто је обећао свом пријатељу Шабану Шаулићу да ће осветити његову смрт и смрти других учесника сабора, Бобан креће у борбу за спас Гранд продукције. Бобан, тужан због смрти Шабана Шаулића долази кући и на ТВ-у види полицијски увиђај инцидента са ванземаљцима. Тада га телефоном позове друг Тома (Томислав Чоловић) коме Бобан говори да је Шабану обећао да ће га осветити, а Тома га саветује да пронађе пророка (Саша Матић), али њихов разговор је прекинут јер су Еру Ојданића убили свемирци. Тада они долазе у Бобанову кућу, али он бежи кроз клозетску шољу. Бобан стиже до пророка и он му говори да мора да нађе Сеја Калача. Када Бобан пронађе Сеја Калача и Црног, они стижу у кафану и ту преспавају. Сутрадан шеф кафане Шунтавило говори Бобану да је окупио цело село да помогне у борби против ванземаљаца и сви крећу у напад. Док сељаци нападају, Бобан, Калач и Црни улазе у брод ванземаљаца и краду телепорт. Помоћу телепорта се враћају кроз време, долазе на сабор и Сејовим гласом терају ванземаљце, али пошто Бобан бива пребијен не враћа се у своје време.

## Настанак
Џет-сет је дипломски рад Ненада Митића на тему рачунарске анимације на београдској Вишој електротехничкој школи. Митић је филм правио годину дана, а помагао му је пријатељ Марко Гиздавић, студент глуме, који је позајмио глас главним јунацима филма и учествовао у прављењу сценарија.
Митић је одабрао Бобана Здравковића за главног лика због стиха „А ја немам пара ни за воду“ из песме „Љубав за љубав“. Бобан Здравковић се касније захвалио Митићу што је изабран за главну улогу. Лик Сеја Калача био замишљен као брђанин, али пошто Митић није био задовољан ниједним гласом који су творци филма осмислили, представљен је као човек са говеђим роговима који муче. Сејо Калач је касније изјавио да је увређен, али да се не љути. Певачица Минела Стојаковић носи кесу преко главе, јер аутори филма нису могли да пронађу ниједну њену фотографију.
Филм је премијеру имао у Дому омладине Београда 17. марта 2007. Током викенда треш филмова. Телевизијске станице испочетка нису желеле да приказују филм плашећи се тужби, али га је ТВ Авала приказала у новогодишњој ноћи 2008.

## Серија
Касније је направљена и серија која служи као наставак филма иако су прве две епизоде у ствари филм подељен на два дела. Битна разлика између серије и филма је то што у серији су главе ликова нацртане док су у филму за главе коришћене фотографије стварних људи.
Траг несталог брода доводи читаву флоту на планету Земљу. Ванземаљци упадају на седницу парламента Европе и постављају ултиматум светским лидерима да у року од 24 часа похватају и затворе све чобане у контејнер или ће уништити планету Земљу. У међувремену група побуњених чобана из будућности шаљу робота Мед Фок Ћ-2000 у прошлост. Мед Фок проналази Бобана из садашњости и Бобана из будућности. Политичари започињу акцију хапшења певача. Сеју такође хапсе али га они спашавају. Затим одлазе код Минеле Бобанове девојке и тамо се крију. Касније сазнају да је Сејо занемео и да више не пева.Одлазе да траже вакцину против грипа. Кад се врате дају му вакцину и спремају се за покрет. Међутим Минелина породица их одаје и креће велика полицијска потера али они успеју побећи. Затим проналазе друга кола и стижу до места научника који је направио Мед Фока. У међувремену политичари нису успели да их пронађу па због тога ванземаљци нападају Земљу. Захваљујући ракети коју је направио научник они одлећу у свемир. Стижу до главног брода и успеју да га униште. Међутим ракета је оштећена и Мед Фок се жртвује да би спасао остале. Они се затим успеју тријумфално вратити на Земљу.